# Hugh Elliott
Su Excelencia Hugh Stephen Murray Elliott (n. 1965), funcionario y diplomático británico, fue embajador del Reino Unido en España entre 2019 y 2024. 
Actualmente, es el presidente ejecutivo de Iberdrola Energía Internacional, subholding del grupo Iberdrola.

## Biografía
Hijo de Tim Elliott, profesor de español en la Bedford School donde se educó, antes de pasar al Trinity College de Cambridge, donde consiguió B.A. (seguida de una M.A.) 
Comenzó a trabajar en el Foreign & Commonwealth Office en 1989. Elliott, en 1991, fue destinado a Madrid durante cinco años. De 1996 a 1999 ocupó varios cargos en el FCO, incluido el de jefe de la unidad del Tratado de Amsterdam. Luego fue destinado a Buenos Aires por tres años como secretario de Asuntos Económicos, Políticos y Públicos. En 2002, estuvo en París como consejero para Asuntos Globales.
De 2006 a 2013, Elliott fue jefe de Relaciones Gubernamentales en la empresa minera, Anglo American. En 2013, regresó al FCO como director de Comunicación, cargo que ocupó hasta 2017 cuando fue nombrado director para la Unión Europea. En 2017, Elliott fue director para Tratados Internacionales en el FCO y en 2018 pasó al ministerio para la Salida de la Unión Europea como ministro de Comunicaciones y Partes interesadas.  
Elliott asumió el cargo de embajador en España y plenipotenciario no residente para el Principado de Andorra en agosto de 2019. Presentó sus cartas credenciales al Rey Felipe VI el 5 de septiembre de 2019.Ocupó el cargo hasta el 3 de septiembre de 2024.
En diciembre de 2024, se anunció que Elliot fue nombrado nuevo presidente ejecutivo de Iberdrola Energía Internacional, efectivo desde el 1 de enero de 20251. Esta filial de Iberdrola agrupa activos en Francia, Alemania, Italia, Grecia o Portugal, además de Australia y otros países. Iberdrola Energía Internacional es una división significativa del grupo, con activos superiores a 10.000 millones de euros.

## Vida personal
En 1989, se casó con D.ª María Antonia Martín, profesora española, a quien conoció en la universidad de Salamanca; la pareja tiene dos hijos: Edward y Alba Elliott.